# Hans Breitensträter
Hans Breitensträter est un boxeur allemand né le 9 février 1897 à Hecklingen en province de Saxe et mort le 31 janvier 1972. Il était au cours des années 1910 et 1920 l'un des meilleurs boxeurs mondiaux dans la catégorie poids lourds.

## Biographie
Comme beaucoup d'autres boxeurs allemands de sa génération, il a commencé la boxe quand il était prisonnier de guerre sur l'Île de Man pendant la première guerre mondiale.

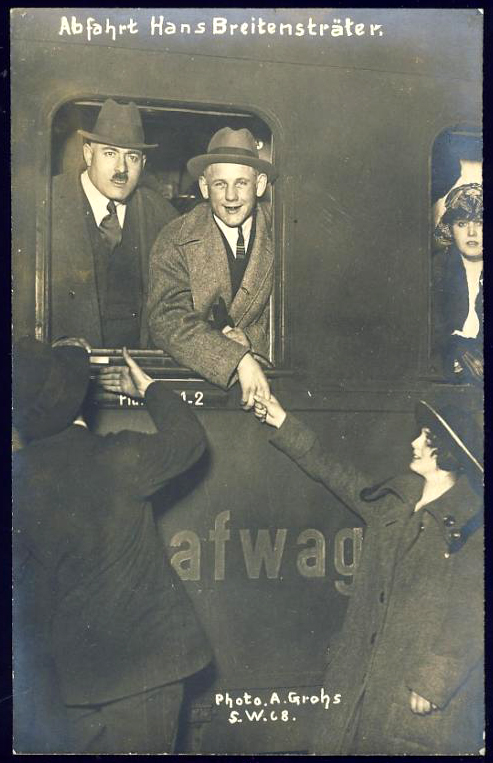
“Départ...”, carte postale de Alfred Grohs

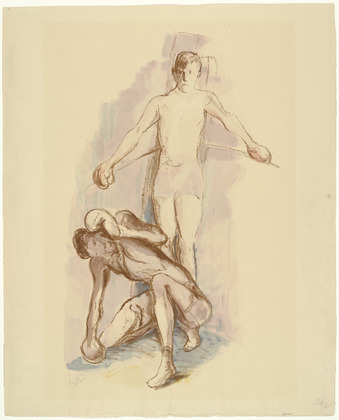
“Le boxer Hans Breitensträter”, lithographie 1921 par Rudolf Großmann, publiée par Alfred Flechtheim

Il devient professionnel en août 1919 et combat en octobre 1919 contre Otto Flint pour le titre de champion d'Allemagne. Après une première défaite, il bat son adversaire par KO six mois plus tard et remporte le titre de champion.
Breitensträter perd son titre en 1924 contre Paul Samson-Körner mais le retrouve en 1925 en battant son adversaire aux points. Il perd de nouveau son titre en 1927 dans un combat contre Rudi Wagener.
À cause du traité de Versailles, les sportifs allemands n'ont pas pu participer aux compétitions internationales jusqu'en 1924 mais en 1925, il affronte à Berlin le futur champion d'Europe Paolino Uzcudun, combat qu'il perd par KO au 9e round.
Il arrête sa carrière en 1928 après avoir perdu cinq combats à la suite.

## Publications
- Hans Breitensträter, Rudolf Großmann: Boxer, 8 lithografies en couleur en éditions luxurieuses, [Düsseldorf]: Galerie [A.] Flechtheim, 1921
- (de) Hans Breitensträter: Meine Kämpfe, Berlin : Eysler, 1923